# Закон про ліцензування преси 1662
Закон про ліцензування преси 1662 р. ( 14 Cha. 2. c. 33) був актом парламенту Англії з довгою назвою «Акт» про запобігання частим зловживанням під час друку підбурливих і неліцензійних книг і памфлетів, а також для регулювання друку і друкарських машин. Термін дії якого закінчився в 1695 році,  він був офіційно скасований Законом про перегляд законів про статут 1863 року, який скасував велику кількість замінених актів. 
Термін дії акта спочатку був обмежений двома роками. Положення щодо імпорту книг, призначення ліцензіатів, кількості друкарів і засновників були практично повторенням аналогічних положень наказу Зоряної палати 1637 року.
Друкарні не можна було встановлювати без повідомлення про це Компанії друкарів. Королівський посланець мав право за ордером короля або державного секретаря входити і обшукувати неліцензовані друкарні та друк. Порушникам загрожували суворі покарання у вигляді штрафу та тюремного ув'язнення. Дія акта послідовно продовжувалася аж до 1679 року.
Відповідно до повноважень закону, сер Роджер Л'Естранж був призначений ліцензіатом, і наслідком нагляду стало те, що практично весь газетний друк був зведений до The London Gazette. Добре відомі заперечення, зроблені проти рядків 594-599 першої книги «Утраченого раю» капеланом архієпископа Кентерберійського, який діяв як ліцензіар. Дія закону закінчилася в 1679 році, і до кінця правління Карла II, як і за правління Георга III, обмеження на пресу набули форми судових переслідувань за наклеп.
У 1685 році дію Закону про ліцензування було продовжено на сім років (1 Ja. 2. c. 17, s. 15).[1] У Біллі про права 1689 року не було жодної згадки про свободу преси. Після закінчення терміну дії Закону про ліцензування в 1692 році його було продовжено до кінця поточної сесії Парламенту (4 Will. & Mar. c. 24, s. 14). У 1695 р. палата громад відмовилася продовжити його дію. Станціонери звернулися до Парламенту з проханням прийняти нове цензурне законодавство, а коли це не вдалося, вони стверджували, що автори мають природне і невід'ємне право власності на те, що вони пишуть (знаючи, що автор мало що може зробити з такими правами, окрім як передати їх видавцеві). Цей аргумент переконав Парламент, і в 1710 році був прийнятий перший Закон про авторське право (8 Ann. c. 21).
Повноваження державного секретаря видавати ордер, як загальний, так і спеціальний, з метою розшуку та вилучення автора наклепу або самих наклепницьких паперів - повноваження, яке здійснювалося Зоряною палатою і було підтверджено Актом про ліцензування — все ще стверджувалося і не було остаточно визнане незаконним до справи Ентік проти Каррінгтона в 1765 році (St. Tr. xix. 1030). У 1776 році Палата громад прийняла резолюцію відповідно до цього рішення. Обов'язковий гербовий збір на газети було скасовано в 1855 році (18 & 19 Vict. c. 27), мито на папір — у 1861 році (24 & 25 Vict. c. 20), необов'язкове мито на газети — у 1870 році (33 & 34 Vict. c. 38). З цього часу можна сказати, що англійська преса отримала повну свободу, яка спирається скоріше на усну конституційну, ніж на законодавчу основу. Жодне законодавче положення не підтверджує свободу преси, як це має місце в багатьох країнах.